# Rote Wand (Gispersleben)
Die Rote Wand ist ein Naturdenkmal in Gispersleben, einem Stadtteil von Erfurt. Sie befindet sich am Prallhang einer Flussbiegung der Gera. Seit 2004 ist die Rote Wand als Naturdenkmal geschützt.

## Geologie
Die Rote Wand besteht aus schräg geschichtetem Sediment des mittleren Keupers, das im Germanischen Becken unter ariden Bedingungen abgelagert wurde. Das Gestein besteht aus Tonmergel und Schluffstein und weist überwiegend eine rote Farbe auf. Das Material wurde von einem Fluss antransportiert, der kurzzeitig das Gebiet erreichte. Das gleiche Gestein steht etwas weiter östlich am Roten Berg an.

## Zugang
Das gegenüberliegende Ufer, von dem man einen Blick auf die Rote Wand hat, ist über öffentliche Wege zugänglich. Dort wurde im September 2018 eine Informationstafel zur Roten Wand eröffnet.